# Клиническая больница имени С. Р. Миротворцева СГМУ
Клиническая больница имени С. Р. Миротворцева СГМУ — крупнейшее структурное подразделение, основная лечебная база Саратовского государственного медицинского университета, была основана в ноябре 1926 года. У истоков создания Клинической больницы имени С. Р. Миротворцева СГМУ находился выдающийся хирург академик В. И. Разумовский, первый ректор Саратовского университета. На базе больницы функционирует 9 клиник. Клиническая больница располагается в квартале между улицами: Большая Садовая улица, улица Миротворцева, 2я Садовая и Новоузенская.

## История
В 1912 году начато строительство первых корпусов известным архитектором К. Л. Мюфке.
Для строительства лечебной базы для подготовки студентов было решено отвести каменистые, безлесные пустыни на северо-западных склонах между Лысой и Алтынной горами.
Этот комплекс строился как стационарная клиника при единственном тогда медицинском факультете открытого в 1909 году Императорского Николаевского университета. Уроженец Саратова, хирург-отоларинголог, богатый человек, академик Симановский выделил 100 тысяч рублей из личных средств для возведения специального корпуса.
В течение трех лет (1909—1911 гг.) К. Мюфке работал над проектом зданий для университетских клиник: хирургической, болезней уха, горла, носа им. академика Н. П. Симановского, терапевтической (недостроенный, вследствие начавшейся в 1914 году первой мировой войны) и нервно-психиатрической, строительство которых началось в 1916 году.
Предполагалось основные клиники сосредоточить в одном месте, образовав так называемый «клинический городок». В сентябре 1912 г., в период ректорства В. И. Разумовского, был заложен фундамент здания факультетской хирургической клиники, осенью 1913 г. — здание терапевтической клиники.
Начавшаяся первая мировая война существенно замедлила строительство клинического городка. С 1916 года финансирование в небольшом объёме восстановилось К. Л. Мюфке продолжил работу по достройке трёх корпусов в клиническом городке, а также осуществлял контроль за эксплуатацией здания до 1930 года.
В 1917 г. в Саратове, городе с 250-тысячным населением, имелось всего 4 больницы на 600 коек с 25 врачами и 6 амбулаторий, в которых трудились 8 врачей. Весной 1918 г. достройку клиник взял на себя Совет городских комиссаров, а затем в 1919 г. — отдел городского строительства при коммунхозе. Но строительные работы были вскоре прекращены. Как в 1918 г., так, главным образом, в 1919 г. здания хирургической клиники и клиники болезней уха, горла и носа были заняты проходящими воинскими частями и лазаретами и вследствие этого приведены в очень неприглядное состояние. В 1920 г. перед правлением университета встала трудная задача — отремонтировать и достроить клиники. Но, из-за отсутствия нужных средств, вопрос о достройке клиник временно пришлось отложить.
В августе 1923 г. С. Р. Миротворцев выступил со специальным докладом в Совнаркоме в Москве, и ему удалось добиться ассигнования и нарядов на строительные материалы, после чего сразу же приступили к достройке клиник. К 1925 г. были закончены прокладка водопровода и канализации и часть работ по капитальному ремонту и восстановлению здания хирургической клиники. 28 ноября 1926 г . состоялось торжественное открытие клинического городка. «Саратовские известия» оповестили горожан об открытии «Клинического городка».
В 1927 году открылась клиника уха, горла, носа. Организатором и первым заведующим кафедры был ученик академика Н. П. Симановского, профессор М. Ф. Цытович. В 1930 году в Клингородке во 2-м корпусе открылась клиника нервных болезней, которую в то время возглавлял профессор Н. Е. Осокин.

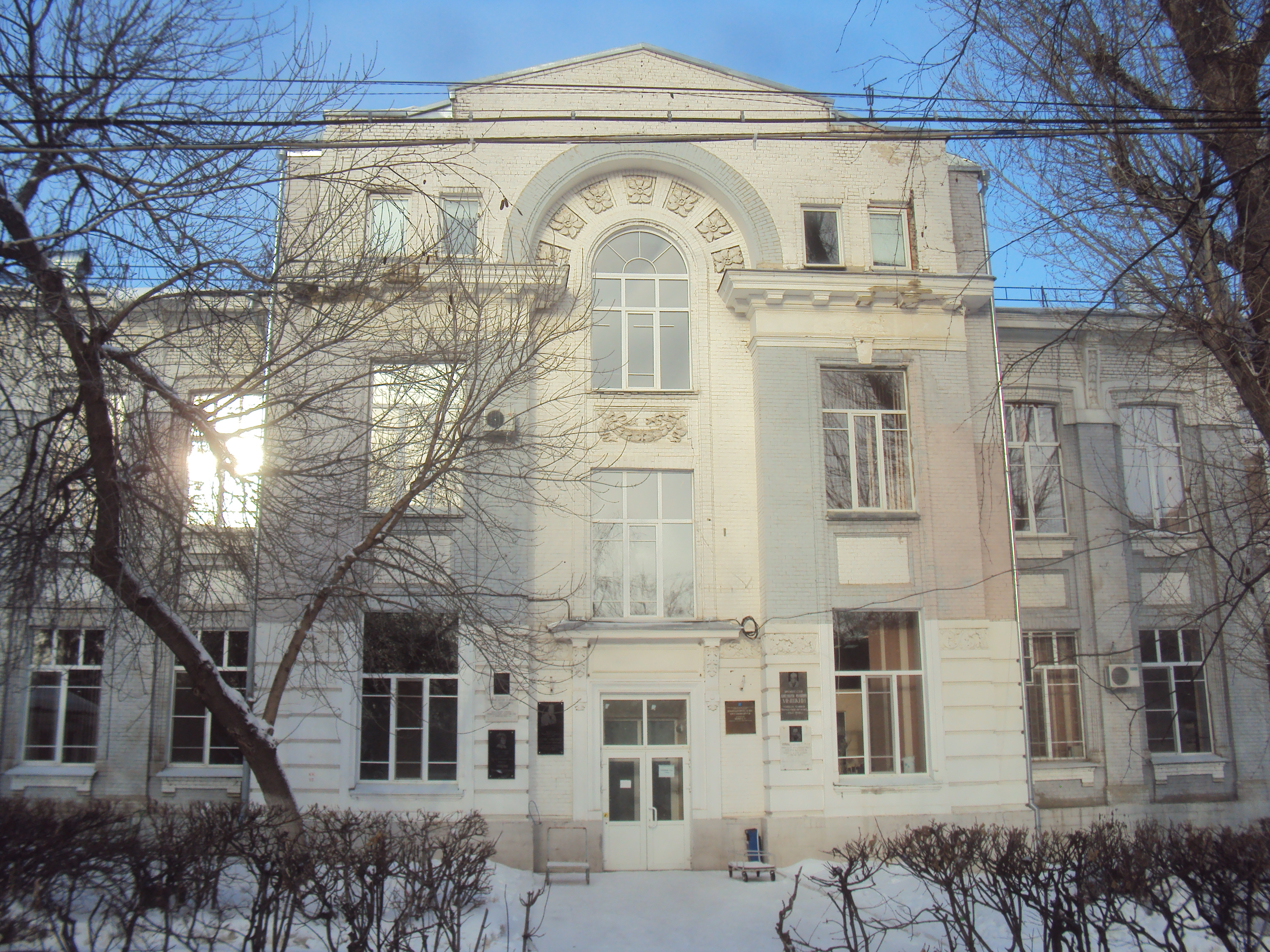
Корпус №1 — Клиника хирургии
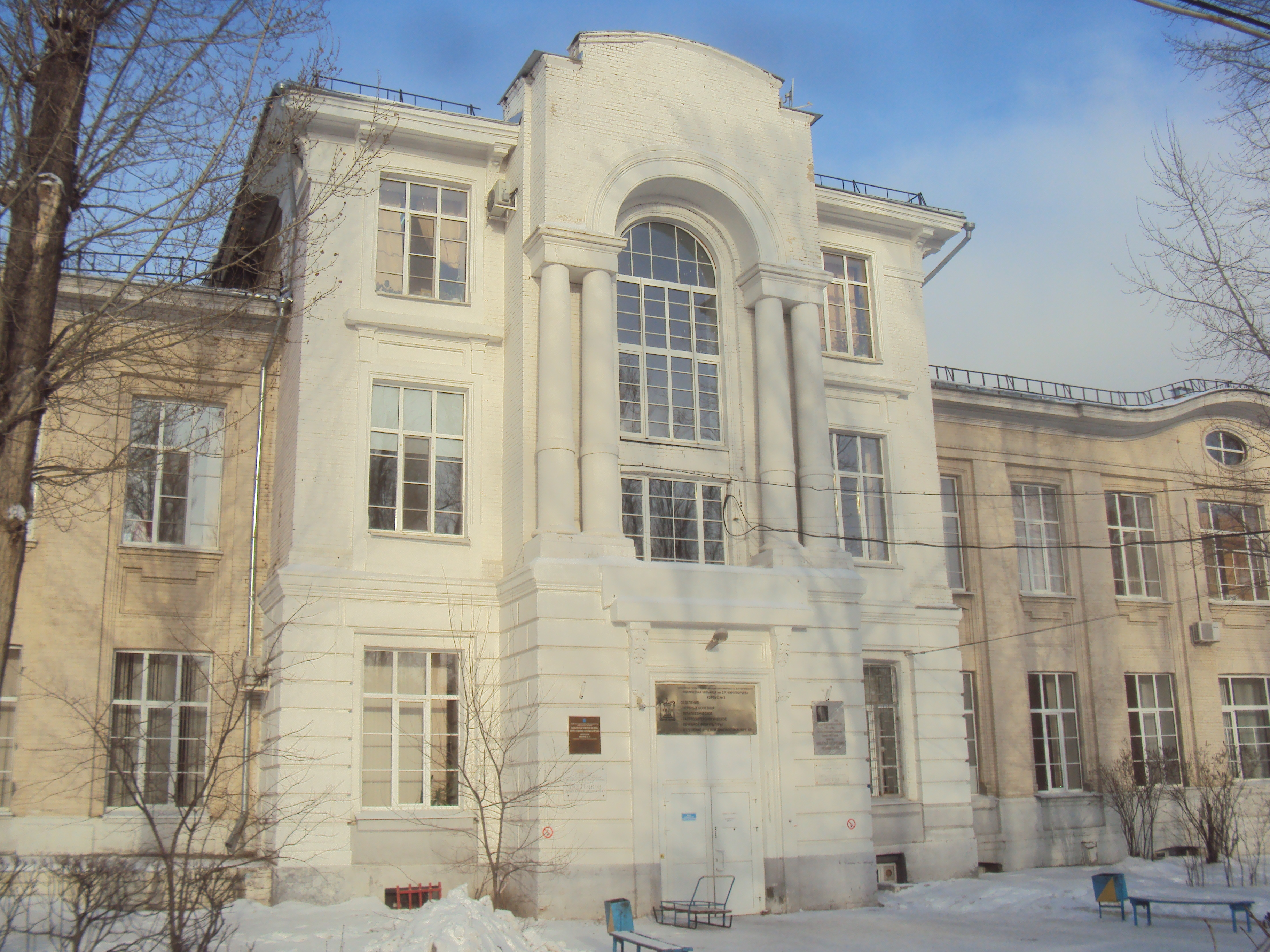
Корпус №2 — Клиника нервных болезней
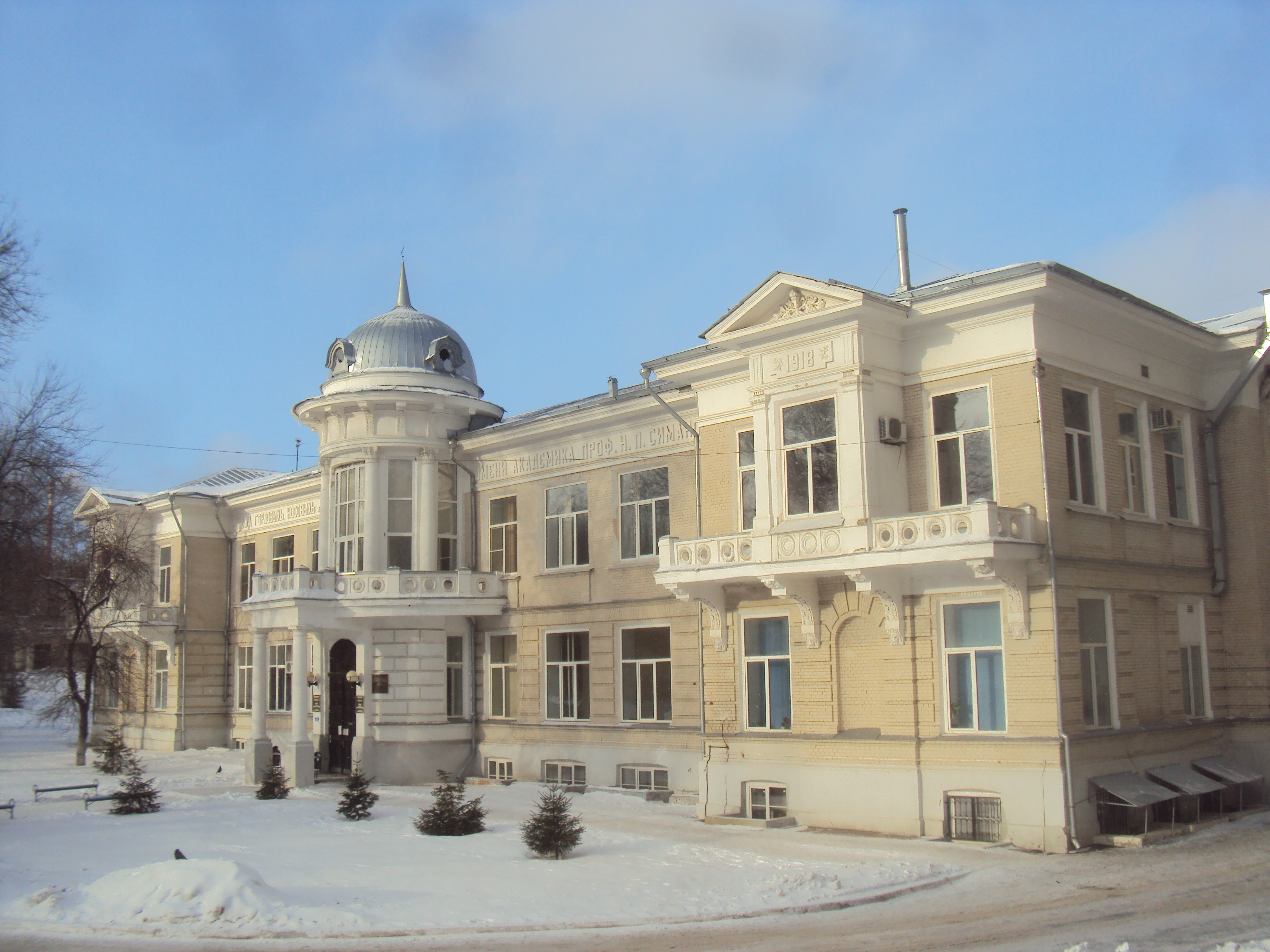
Корпус №3 — Клиника уха, горла и носа

До 1930 года Клинический городок не имел единого руководства, а управлялся заведующими кафедрами (директорами клиник).
Клинический городок возглавляли следующие главные врачи:
М. В. Михельсон 1930-1933 гг., С. Г. Птицын 1933-1937 гг., М. С. Недочетов 1937 г., А. Е. Самышкин 1938 г., И. П. Бороненко 1938-1941 гг..
С первых дней войны на базе Клинического городка был размещен крупнейший эвакогоспиталь (вначале № 3312, а затем № 5128). В годы войны Клинический городок возглавлялся начальниками — С. Д. Мотиным и А. Л. Ярославцевым. Главным хирургом эвакогоспиталей Саратовской области, членом госпитального совета СССР был действительный член АМН СССР, профессор С. Р. Миротворцев. По его предложению на базе клинического городка были организованы курсы переквалификации врачей на хирургов.

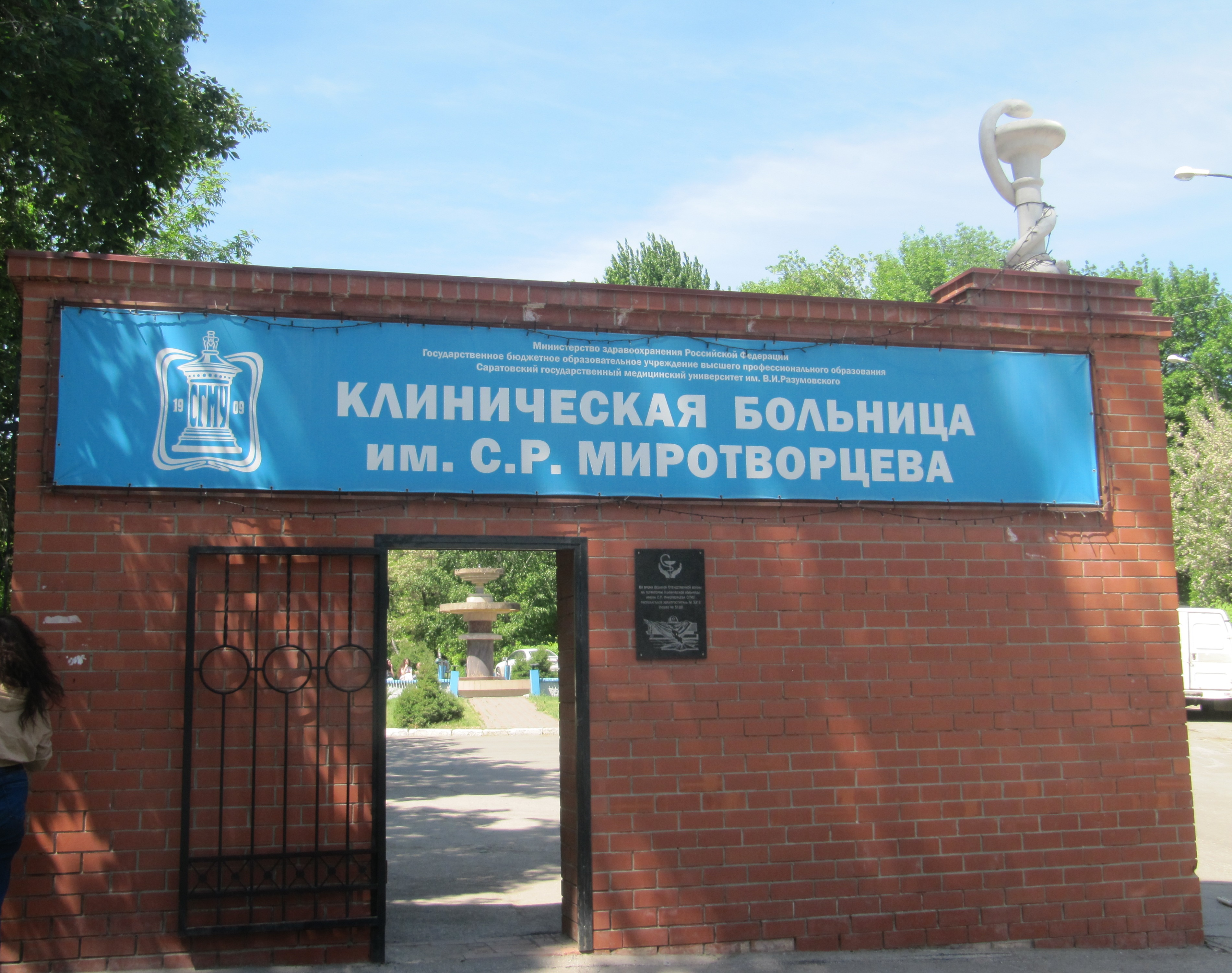
Вход в больницу
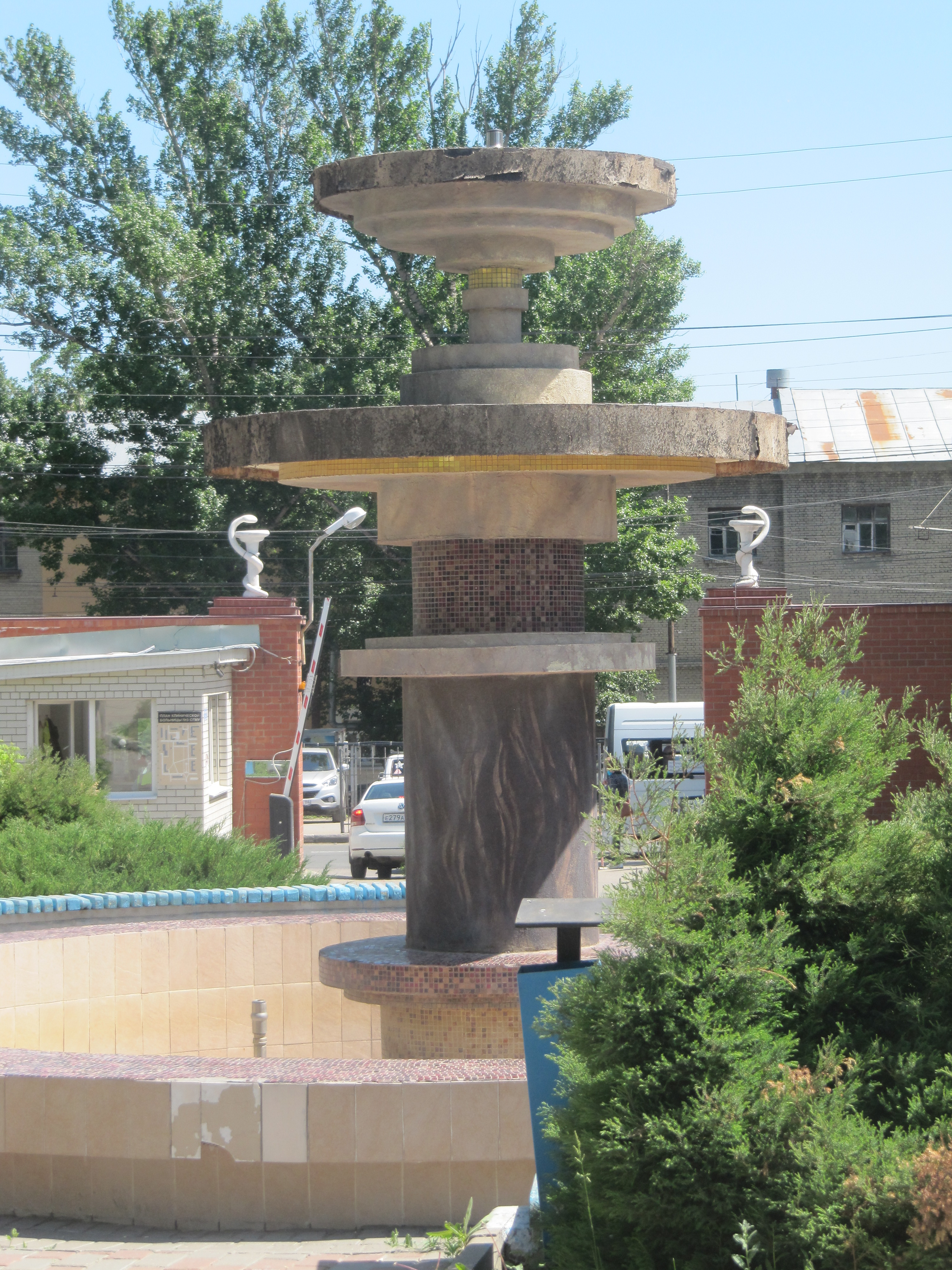
Фонтан в больнице